# 톈겅신

Coat of arms of Thomas Tien Ken Sin

톈겅신(田耕莘, 1890년 10월 24일 - 1967년 7월 24일)은 중국 로마 가톨릭교회 추기경이다. 말씀의 선교 수도회 소속이다. 1946년 베이징 대주교로 지명되었으며, 1946년 교황 비오 12세에 의해 추기경에 서임되었다. 세례명은 토마스이다. 푸인 대학 의장.

## 약력
톈겅신은 중국 산둥성 양구 현에서 상인의 아들 아들로 태어났다. 1901년 세례를 받아 옌저우 신학교에 입학하여 공부하였으며, 1918년 6월 9일 말씀의 선교 수도회에서 사제 서품을 받았다. 1939년 이래 계속 양구에서 사목활동을 하였다. 1929년 3월 8일 네덜란드의 말씀의 선교 수도회에 입회하였으며, 1931년 2월 2일 첫 서원을 하였다. 1935년 3월 7일 최종 서원을 하였다. 1934년 2월 2일, 양구의 지목구장에 임명되었다.
1939년 7월 11일, 톈겅신은 양구의 대목구장과 루스패의 명의주교로 임명되었다. 그해 10월 29일 교황 비오 12세의 집전으로 주교서품을 받았고, 1942년 11월 10일 칭다오의 대목구장으로 임명되었다.
1946년 2월 18일, 교황 비오 12세에 의해 산타 마리아 인 비아 성당의 사제급 추기경에 서임됨으로써 최초의 중국인 추기경이 되었다. 같은 해 4월 11일 초대 베이징 대교구장에 임명되었다. 1951년 공산주의 체제하에 놓인 중국 정부에 의해 강제 추방되었으며, 그해 심장 질환 치료를 위해 미국 일리노이 주에서 시간을 보냈다. 티엔 추기경은 1958년 새 교황 선출을 위해 교황선출비밀회의인 콘클라베에 참석하였으며(선거 결과 교황 요한 23세가 선출되었음), 1959년 12월 16일부터 1966년까지 타이베이시의 교황청 관리자로 재직하였다. 1962년부터 1965년까지 제2차 바티칸 공의회에 참석하였으며, 1963년 콘클라베에도 참석하였다(선거 결과 교황 바오로 6세가 선출되었음).
톈겅신 추기경은 76세 되던 해에 타이페이에서 선종하였다.